# Auspeitschung

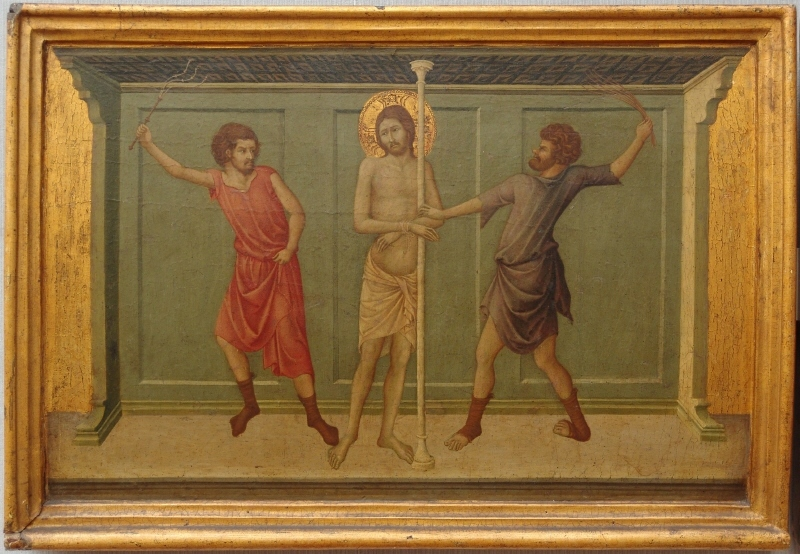
Ugolino di Nerio: Die Geißelung Christi, ca. 1325–1235. Berlin, Gemäldegalerie

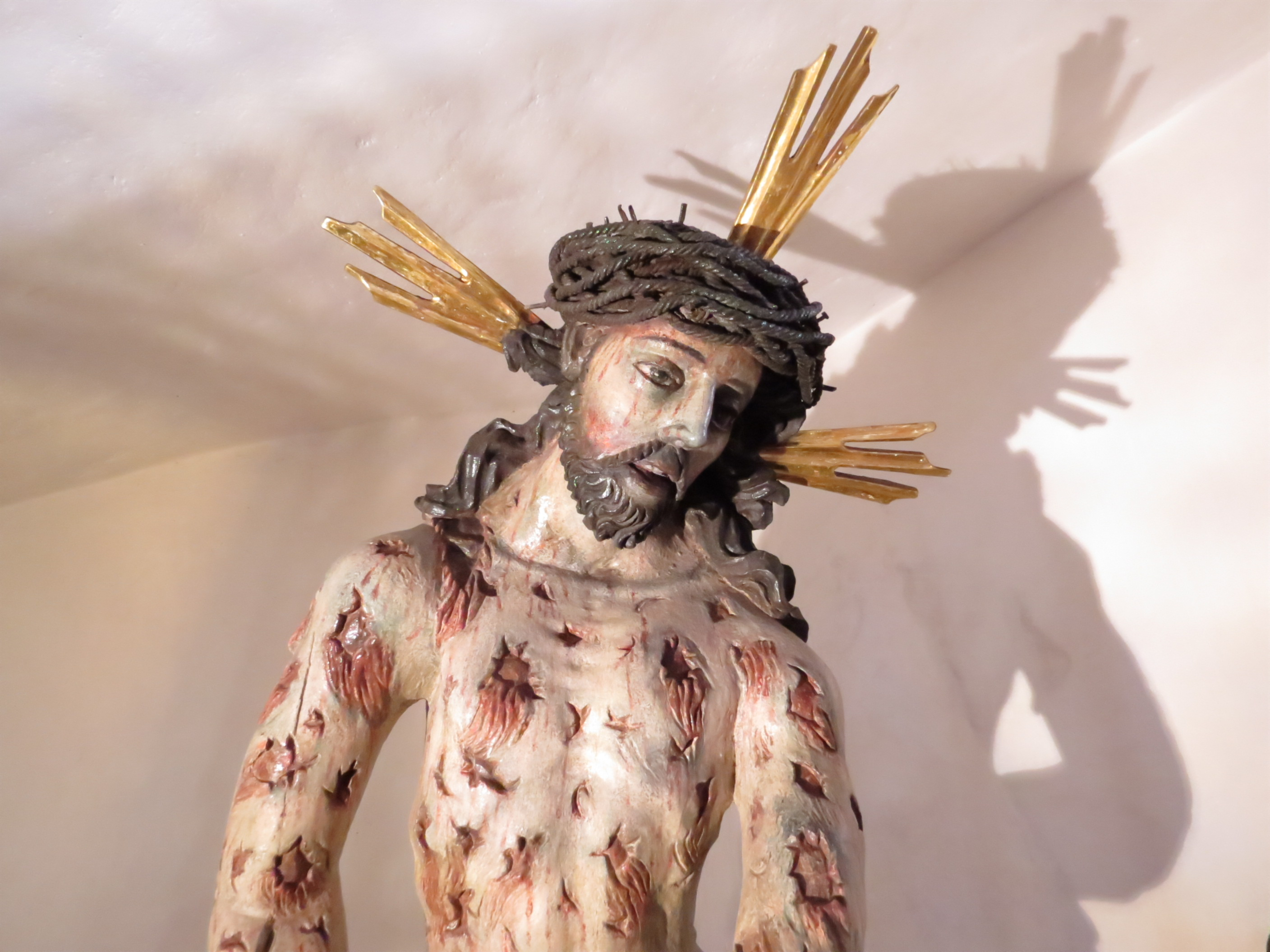
Skulptur der Geißelung Jesu Christi in der Stadtpfarrkirche zum heiligen Hippolyt in Zell am See, Österreich

Christus an der Geißelsäule, 1438, Franziskanerkirche Freiburg (Schweiz)

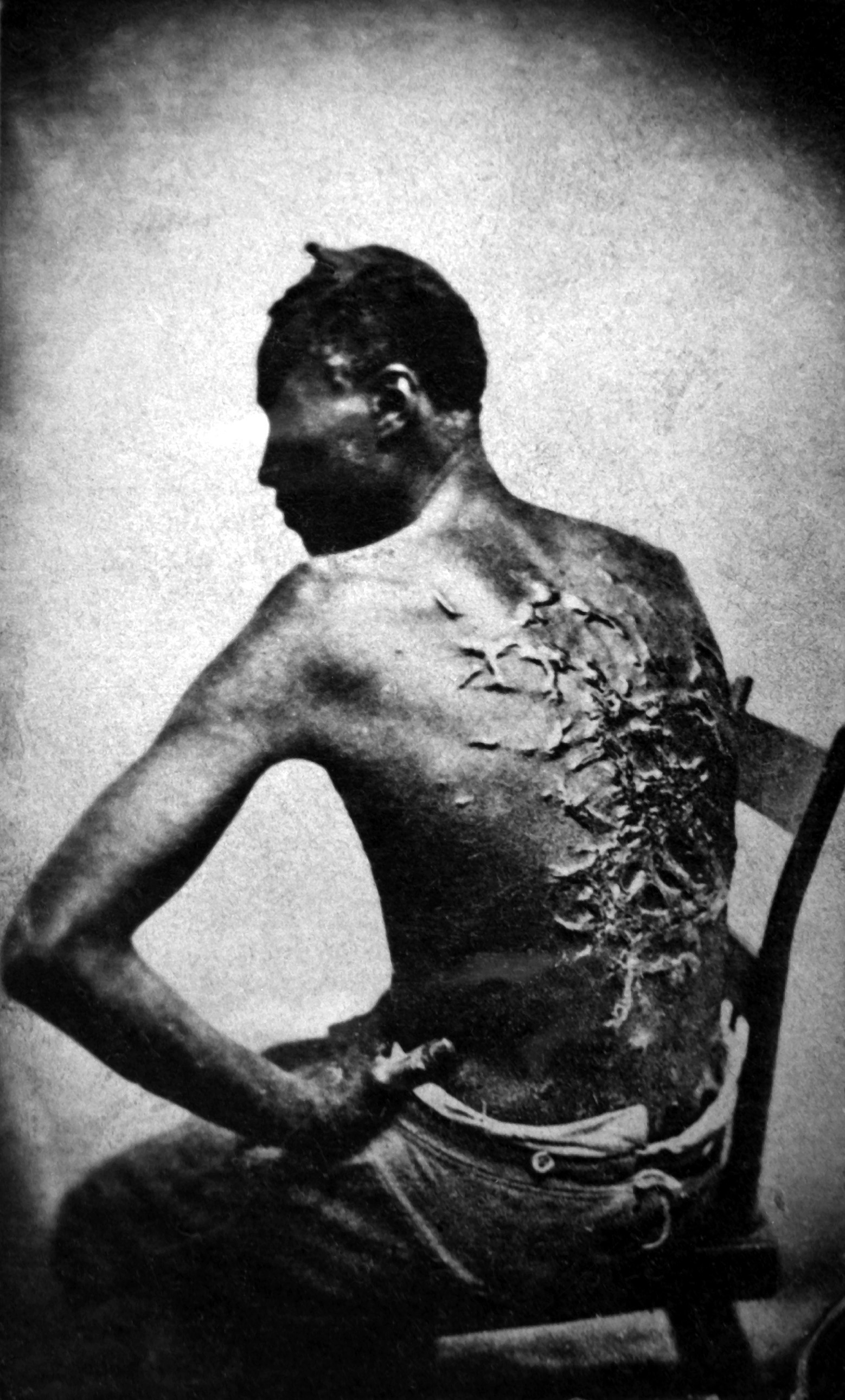
Geißelungsnarben auf dem Rücken eines afroamerikanischen Sklaven (1863)

Das Auspeitschen, auch Flagellation, Geißeln oder Geißelung (von lat. flagellum, „Geißel“) ist das Zufügen extremer körperlicher Schmerzen durch Schläge mit einer Peitsche, einer Rute oder einem Rohrstock. Praktiziert wurde bzw. wird die Flagellation als Strafe (in Erziehung und Rechtspflege), als religiöse Bußübung sowie als eine sado-masochistische Sexualpraktik.

## Anwendung

### Historische Anwendung

#### Antikes Rom

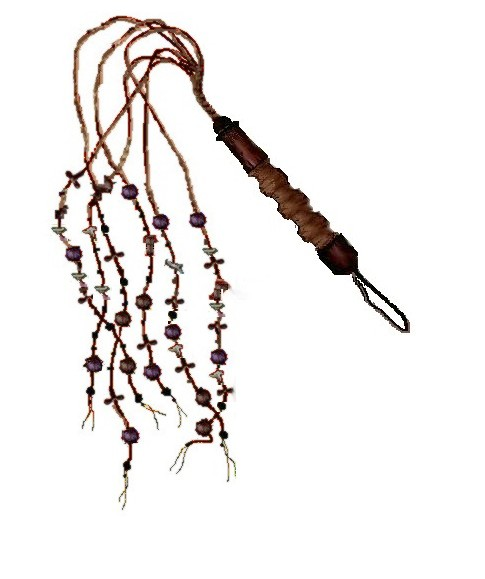
Rekonstruktion eines römischen Flagrums

Im gesamten antiken Römischen Reich, einschließlich der römischen Provinzen, wurden verschiedene Foltermethoden angewendet. Im römischen Recht galt grundsätzlich der Schutz der römischen Bürgerrechte, und eines der wichtigsten Rechte eines römischen Bürgers war der Rechtsschutz vor Folter; wobei Ausnahmen bestanden.
Die römische Geißelung wurde mit einem sogenannten flagrum oder flagellum durchgeführt, einer kurzen Peitsche, in deren Lederriemen Blei- oder Eisen- und scharfe Knochenstücke eingeflochten waren. Die Metallkugeln gruben sich in die Haut ein und hinterließen tiefe Prellungen, die Knochenstachel rissen die Haut auf. Bei längeren und besonders brutalen Geißelungen hing die Haut am Ende nur noch in Fetzen herab, es kam zu starken Blutungen und Ödemen, und es konnte vorkommen, dass Knochen und innere Organe sichtbar wurden. Laut Truman Davies blieb der Körper des Gegeißelten als „eine Masse von geschwollenem, blutigem Fleisch“ zurück und es konnte zu einem hohen Blutverlust (hämorrhagischen Schock) kommen.

#### Die Geißelung Jesu Christi
Die Geißelung Christi ist ein Teil der legendären Passion Christi (→ Kreuzweg). Sie ist in den Evangelien nur kurz erwähnt (z. B. Mt 27,26 ), ist aber in der christlichen Kunst ein weit verbreitetes Motiv. An einem der als möglich genannten Orte dieser Geißelung, der Burg Antonia, wurde im Mittelalter eine kleine Kapelle errichtet, die Geißelungskapelle, auch „Flagellatio“ genannt.
Die Geißelung ist eine Form der Züchtigung und Folter. Im Judentum war sie auf 40 – in der Praxis aber nur 39 – Schläge beschränkt; bei den Römern, die die Geißelung Jesu durchführten, kannte man eine solche Beschränkung jedoch nicht; es ist nicht bekannt, wie viele Schläge Jesus bekam und wie lange seine Geißelung dauerte. Jesus war nach der Geißelung so geschwächt, dass er unter der Last des sogenannten Patibulums (Querbalken des Kreuzes) zusammenbrach.
In späteren Darstellungen der Geißelung Jesu Christi erscheinen auch manchmal Ruten oder Stöcke als Werkzeug.

### Christliche Flagellanten
Die mittelalterlich-christliche Laienbewegung der Flagellanten bzw. „Geißler“ praktizierte im 13. und 14. Jahrhundert Selbstgeißelungen als eine Form des persönlichen Nachvollziehens der Leiden Christi, als selbstauferlegte Buße bzw. als Selbstbestrafung für Sünden und Laster. Dies wurde auch später noch mindestens bis ins 17. Jahrhundert hinein auch von Einzelpersonen praktiziert.

### Europa
Auspeitschen oder Geißeln war in früheren Zeiten eine gebräuchliche Körperstrafe für verschiedenste Vergehen. Im Militär, Schulen und anderen Einrichtungen wurde das Auspeitschen als Strafe und Erziehungsmittel eingesetzt (siehe auch Staupenschlag). Mit dem Aufkommen des heutigen Verständnisses von Pädagogik wurden diese Maßnahmen in der Erziehung weitgehend für kontraproduktiv, vor allem aber menschenunwürdig und daher verboten erkannt und nach und nach abgelehnt.
In deutschen Konzentrationslagern war die Auspeitschung von KZ-Häftlingen mit dem Ochsenziemer auf einem Holzbock eine von der KZ-Inspektion in Oranienburg angeordnete Strafmaßnahme. Für die Vollstreckung wurden ab Mitte 1942 andere Häftlinge erpresst.

„… die Füße wurden in einen auf dem Boden stehenden Kasten gespannt, und zwei Männer mussten seine Hose stramm ziehen. Dann wurden ihm von beiden Seiten abwechselnd die angeordnete Anzahl von Schlägen mit dem Ochsenziemer auf das Gesäß verabfolgt, wobei der geschlagene Häftling selbst die Schläge zählen musste. Das Höchstmaß der von Oranienburg angeordneten Prügel waren 25 Schläge …“

### USA
Während der Sklaverei wurden Sklaven in den Vereinigten Staaten ausgepeitscht.

## Aktuelle Anwendung

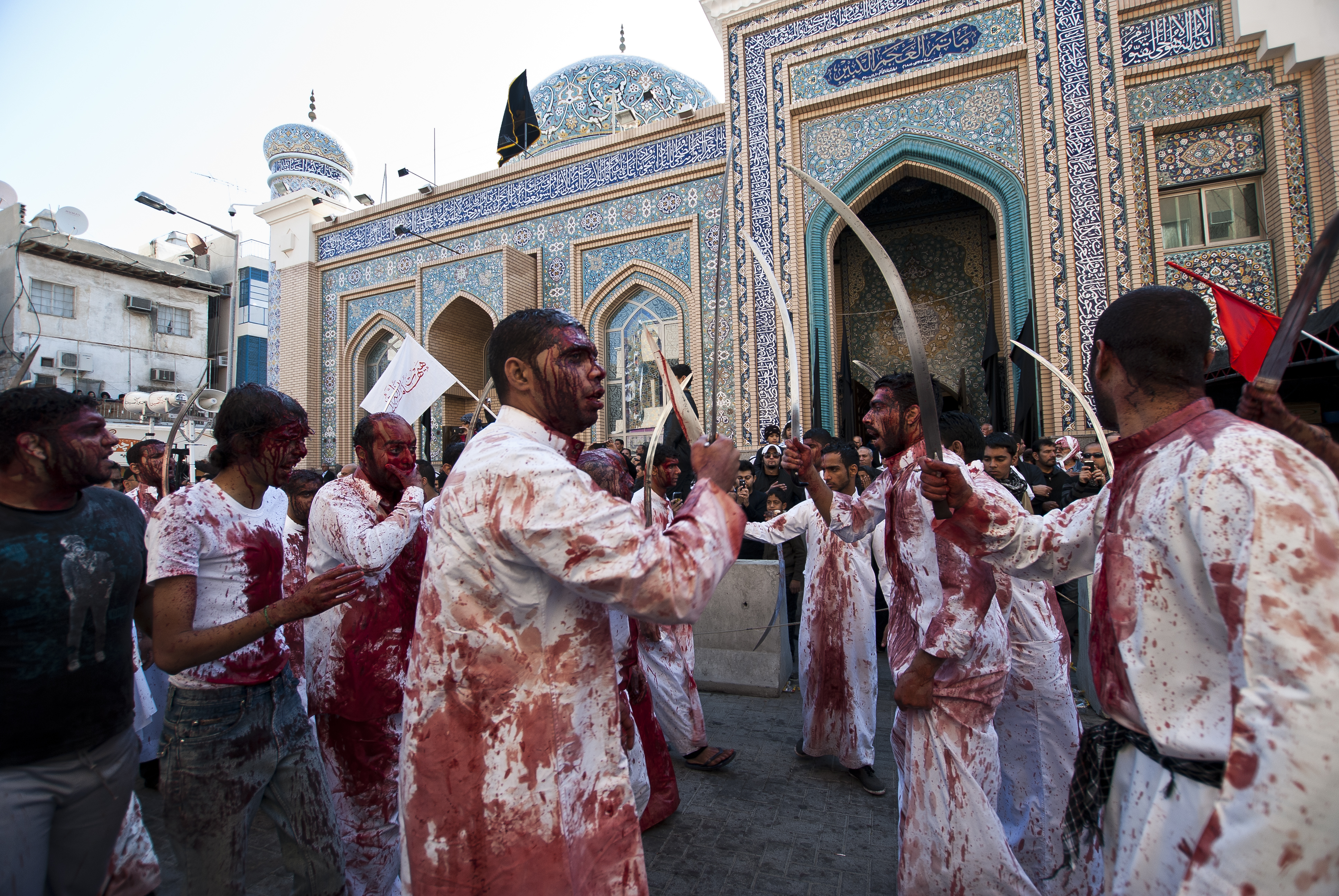
Schiitische Muslime in Bahrain gedenken des Märtyrers Hussein ibn Ali am Tag der Aschura. Die Verletzung und das Blut während des Trauerfestes sollen an das Opfer und den Schmerz von Ali erinnern.

### Islam/Scharia
Auf Grundlage der Scharia wird heute in manchen islamischen Ländern, wie dem Iran, Brunei, Malaysia und Indonesien, die zum Teil auch mit Maschinen vorgenommene Auspeitschung als Strafmaß und Körperstrafe für Vergehen wie außerehelichen Geschlechtsverkehr angewandt. Eine größere Anzahl von Schlägen, die oftmals mit einer mehrjährigen Haftstrafe einhergeht, wird zumeist in Etappen eingeteilt, da der Gepeinigte diese hohe Anzahl sonst nicht überleben würde. So wurde der saudische Aktivist Raif Badawi zu 1000 Peitschenhieben verurteilt und erstmals 2015 ausgepeitscht. Im April 2020 wurde die Auspeitschung in Saudi-Arabien offiziell abgeschafft.

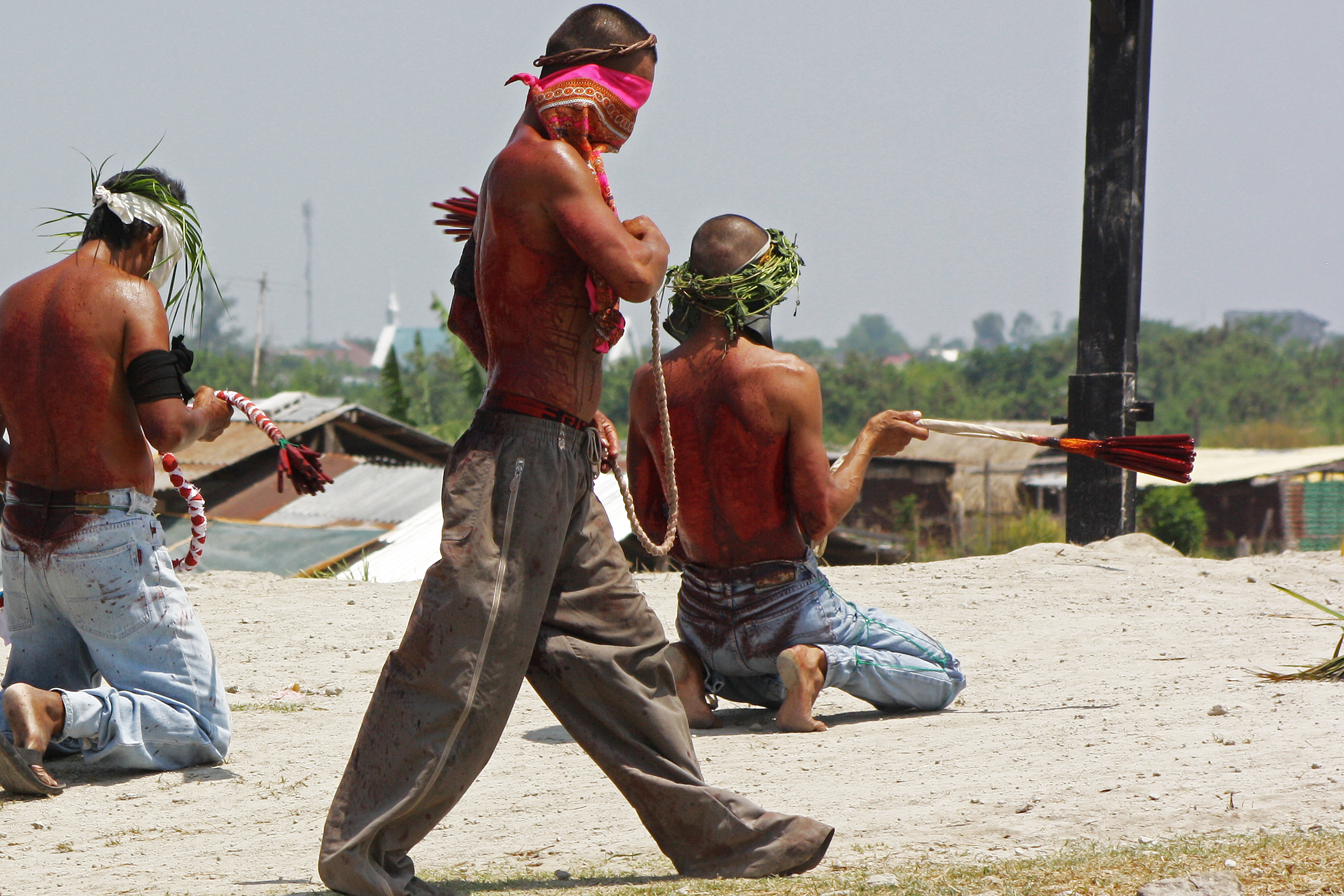
Von einigen Katholiken praktizierte Selbstgeißelung am Karfreitag in San Fernando, Philippinen.

Während Selbstverletzung allgemein im Islam verboten ist, spielt Selbstgeißelung in manchen Regionen, insbesondere bei Schiiten, eine Rolle. Bei den Schiitischen Passionsspielen wird die Geißelung („Sinazani“) beim Aschurafest praktiziert.

### Asien
In Singapur wird die Auspeitschung für Straftaten wie öffentlichen Vandalismus verhängt. Die Schläge werden mit einem 1,20 Meter langen und 13 Millimeter dicken Rohrstock auf das nackte Gesäß verabreicht.

## Sexualität

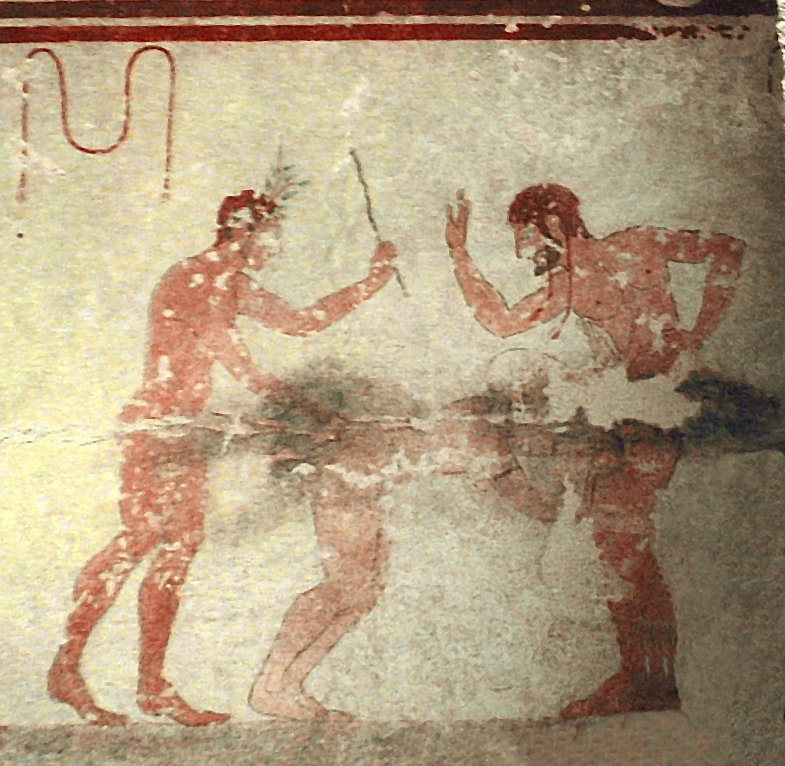
Flagellation im sexuellen Kontext. Wandmalerei im Grab der Züchtigung in der Totenstadt von Tarquinia (Italien)

Auspeitschen wird auch als Sexualpraktik verwendet, um sexuelle Lust zu erzeugen. Die Vorliebe für sexuelle Flagellation wird Flagellantismus genannt und zählt zur sexuellen Spielart des BDSM. Die Anhänger dieser Sexualpraktik bezeichnet man auch als „Flagellanten“, was jedoch zu Verwechslungen mit den religiösen Geißlern führen kann. Eine schwächere, weniger auf körperlichen Lustschmerz als auf sexuelle Dominanz und erotische Rollen- und Erziehungsspiele angelegte Form des Flagellantismus ist das sogenannte Spanking.

## Psychiatrie
Selbstverletzendes Verhalten, also auch Flagellantentum, kann Ausdruck einer psychischen Störung sein, die behandlungsbedürftig ist. Auch ist nicht jede Form des sexuellen Masochismus harmlos in dem Sinn, dass ihm keine Persönlichkeitsstörung mit Krankheitswert zugrunde liegt.

## Bewertung
In demokratischen Rechtsstaaten gilt die nicht einvernehmliche Anwendung von Gewalt als Verstoß gegen die Menschenwürde und das Menschenrecht auf körperliche Unversehrtheit. Die Anwendung körperlicher Gewalt gilt als strafbare Körperverletzung. Auch Vertreter des Staates als Inhaber des staatlichen Gewaltmonopols dürfen Menschen nicht auspeitschen. Der Verstoß gegen dieses Verbot gilt als strafbare Körperverletzung im Amt. Körperliche Gewalt in der Schule, in anderen Erziehungseinrichtungen, in Lehrbetrieben oder beim Militär ist untersagt. Eltern und anderen Erziehungsberechtigten ist es in Österreich seit 1989 und in Deutschland seit 2000 untersagt, körperliche Gewalt als Erziehungsmaßnahme anzuwenden.
Allerdings ist „Selbstverletzendes Verhalten“ nicht strafbar. Bei einvernehmlich verabreichten Schlägen, vor allem im Rahmen sexueller Handlungen, kann der Schlagende sich dann strafbar machen, wenn er unerwartet hart zuschlägt und somit seinem Partner bzw. Opfer in diesem Ausmaß nicht gewünschte Schmerzen zufügt.